# 산와정 (히로시마현)
산와정(三和町)은 히로시마현 중동부에 존재했던 정으로, 진세키군에 속했다.
2004년 11월 5일에 진세키정, 유키정 및 도요마쓰촌과 신설합병해 진세키코겐정이 이행됨에 따라 소멸하였다. 
참고로 히로시마현에는 후타미군에도 같은 한자를 쓰는 지자체가 있지만 미와정(三和町)으로 다르게 읽는다. 

## 역사
- 1955년 3월 31일 - 구루미촌, 고바타촌, 다카후타촌이 신설합병해 산와정이 성립하였다.
- 2004년 11월 5일 - 진세키군 진세키정, 유키정, 도요마쓰촌이 신설합병해 진세키코겐정이 성립함에 따라 소멸하였다.

## 교통

### 도로
- 국도 제182호선
- 국도 제314호선 (일본)(일본어판)